# Chẩn đoán phân biệt
Trong y học, chẩn đoán phân biệt là phân biệt một bệnh hoặc tình trạng cụ thể với các bệnh khác có các đặc điểm lâm sàng tương tự.  Các thủ tục chẩn đoán phân biệt được sử dụng bởi các bác sĩ để chẩn đoán bệnh cụ thể ở bệnh nhân, hoặc, ít nhất, để loại bỏ bất kỳ tình trạng đe dọa đến tính mạng sắp xảy ra.  Thông thường, mỗi lựa chọn riêng lẻ của một bệnh có thể được gọi là chẩn đoán phân biệt (ví dụ viêm phế quản cấp tính có thể là chẩn đoán phân biệt trong đánh giá ho, ngay cả khi chẩn đoán cuối cùng là cảm lạnh thông thường).
Tổng quát hơn, một quy trình chẩn đoán phân biệt là một phương pháp chẩn đoán có hệ thống được sử dụng để xác định sự hiện diện của một thực thể bệnh trong đó có thể có nhiều lựa chọn thay thế.  Phương pháp này có thể sử dụng các thuật toán, tương tự như các quá trình loại trừ, hoặc ít nhất là một quá trình thu thập thông tin, thu nhỏ các "xác suất" các điều kiện ứng cử viên đến mức không đáng kể, bằng cách sử dụng bằng chứng như các triệu chứng, lịch sử bệnh nhân, và kiến thức y tế để điều chỉnh tri thức tâm sự trong tâm trí của bác sĩ chẩn đoán (hoặc, đối với chẩn đoán máy tính hoặc hỗ trợ máy tính, phần mềm của hệ thống).
Chẩn đoán phân biệt có thể được coi là thực hiện các khía cạnh của phương pháp suy diễn giả, theo nghĩa là sự hiện diện tiềm tàng của các bệnh hoặc tình trạng ứng cử viên có thể được xem là giả thuyết mà các bác sĩ xác định thêm là đúng hay sai.
Chữ viết tắt thường gặp của thuật ngữ "Chẩn đoán phân biệt" bao gồm DDX, DDX, DD, D / Dx, ΔΔ, hoặc ΔΔχ.
Chẩn đoán phân biệt cũng thường được sử dụng trong lĩnh vực tâm thần học / tâm lý học, trong đó hai chẩn đoán khác nhau có thể được gắn vào một bệnh nhân biểu hiện các triệu chứng có thể phù hợp với chẩn đoán.  Ví dụ, một bệnh nhân đã được chẩn đoán mắc chứng rối loạn lưỡng cực cũng có thể được chẩn đoán phân biệt rối loạn nhân cách ranh giới, do sự giống nhau trong các triệu chứng của cả hai tình trạng.
Các chiến lược được sử dụng trong việc chuẩn bị một danh sách chẩn đoán phân biệt khác nhau tùy theo kinh nghiệm của nhà cung cấp dịch vụ chăm sóc sức khỏe.  Mặc dù các nhà cung cấp người mới có thể làm việc một cách có hệ thống để đánh giá tất cả các giải thích có thể có cho mối quan tâm của bệnh nhân, những người có nhiều kinh nghiệm thường rút kinh nghiệm lâm sàng và nhận dạng mẫu để bảo vệ bệnh nhân khỏi sự chậm trễ, rủi ro và chi phí cho các chiến lược hoặc xét nghiệm không hiệu quả.  Các nhà cung cấp hiệu quả sử dụng một cách tiếp cận dựa trên bằng chứng, bổ sung cho kinh nghiệm lâm sàng của họ với kiến thức từ nghiên cứu lâm sàng.